# En silence
Albums de Brice Guilbert
L'Album de Brice
(2005) Feitsong
(2012)
En silence est le deuxième album de l'artiste, auteur et compositeur Brice Guilbert. Cet album est sorti le 27 octobre 2008 en France et en Belgique sous le label Polydor Records,.

## Liste des titres
1. En Silence - 3:58
2. Dans les Endroits Branchés - 3:35
3. Hélène - 3:50
4. Seul - 2:41
5. Tout Recommencer - 3:16
6. Le Yoyo - 2:56
7. La Réunion - 3:25
8. Le Ciel de Belgique - 3:00
9. Horizon - 3:48
10. La Flamme - 2:47
11. B - 1:59
12. Là-Haut - 3:57
13. L'Esprit Sale (adaptation de Dirty Mind de Prince) - 3:02